# Dannes
Dannes là một xã của tỉnh Pas-de-Calais, thuộc vùng Hauts-de-France, miền bắc nước Pháp.

## Dân số
| 1962                                                           | 1968 | 1975 | 1982 | 1990 | 1999 |
| -------------------------------------------------------------- | ---- | ---- | ---- | ---- | ---- |
| 1387                                                           | 1391 | 1469 | 1353 | 1301 | 1258 |
| Census count starting from 1962: Population without duplciates |      |      |      |      |      |